# Емсланд
Емсланд (на немски: Emsland) е историко-географски регион, територия на река Емс в западна Долна Саксония и в северозападна Северен Рейн-Вестфалия в Германия.